# Mirogoj
A Mirogoj a horvát fővárosnak, Zágrábnak a Medvednica lejtőin fekvő központi temetője. Európa egyik legszebb temetőjeként tartják számon. A Mirogoj azonban egy csodálatos park és szabadtéri művészeti galéria is. Az eltemetett híres emberek nagy száma miatt Mirogojt horvát panteonnak is hívják.

## Története

### Alapítása és építésének előkészületei
A 19. század hatvanas éveire Zágráb városi temetői túlzsúfoltak lettek, ezért szükségessé vált egy új városi temető helyének megtalálása és kialakítása. 1872-ben a város önkormányzata megállapodott a főegyházmegyével több kisebb temető bezárásáról, amely átadta ingatlanait egy új köztemető telkének megvásárlására. Így szerezte meg a város önkormányzata Ljudevit Gaj birtokának árverésén 1873-ban a temető telkét. Feltételezhető, hogy a zágrábi Mirogoj már ekkor kialakult, bár a temető hivatalos megnyitója csak 1876. november 6-án volt. A 19. század közepén a temetők elkülönülten szétszórtan feküdtek, egyes vallásokhoz, plébániákhoz kapcsolódtak, de ekkor elhatározták, hogy egyetlen központi temető épül minden vallás számára. A régi zágrábi temetőkkel ellentétben, amelyek egyházak tulajdonában voltak, a Mirogoj a város önkormányzatának tulajdona lett. Nem sokkal a megnyitása után Mirogoj megkapta a köztemető státuszát, amelyet általános köztemetőnek jelöltek ki valamennyi vallás híveinek a számára, továbbá felhívták a figyelmet arra, hogy „minden vallás követői részére számuknak megfelelő területet jelölnek ki” és minden vallás követőinek egyenlő jogai és kötelességei vannak a temető tekintetében. Az alapszabály említést tett a temető térszerkezetéről is - egy külső és egy belső részből állt, amelyek együttesen alkottak egy egészet. A külső rész temetkezési helyek nélkül, angolparkszerűen volt kialakítva, a belső rész pedig a halottak eltemetésére szolgált. „A belső részt a külső résztől nyugat felé teljes hosszában választja el egy csodálatos épület, amely árkádok alatti sírokból, portálokból és a különféle vallási szertartásokhoz épített kápolnákból áll.” A temetőt a vallások szerint négy részre osztották: katolikus, ortodox, protestáns és a zsidó vallás híveinek temetésére. A különböző vallások temetői között nem volt szabad kerítést állítani.

## Az építészeti és városrendezési koncepció

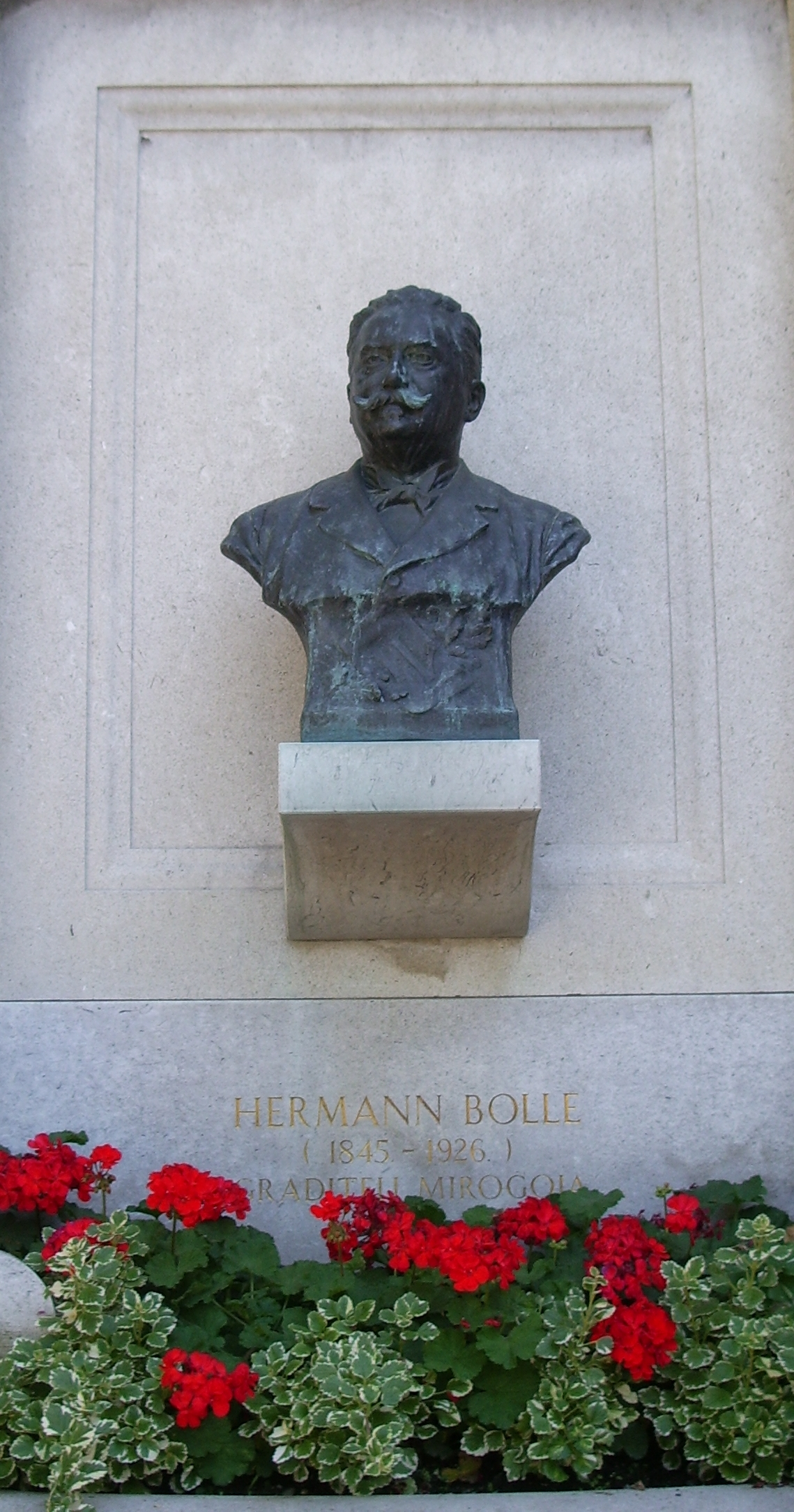
Az építész Hermann Bollé sírja a temetőben

Miután a Mirogoj megkapta a városi kommunális létesítmény státuszát, elkezdtek gondolkodni magának a temetőnek a kialakításában, amelyet a kor neves építészére, Hermann Bolléra bíztak. Bollé élt a kapott lehetőséggel, és nagyrészt világos alkotói koncepcióval egy remek építészeti-urbanisztikai-szobrászati komplexumot képzelt el és valósított meg, amely évtizedek alatt felépülve még évszázadokra a halottak és az élők emlékműve lesz. Bollé eredeti ötlete az volt, hogy az egész temetőt árkádokkal és pavilonokkal veszi körül, a központi bejáratnál egy temetkezési kápolnával. Ez a kezdeti elképzelés különböző okok miatt nem valósult meg teljesen, amelynek a fő oka pénzügyi természetű volt. A temető Zágrábhoz hasonlóan egyre nőtt (1880-ban Zágrábnak csak 30 000 lakosa volt) – Bolle árkádjai azonban soha nem érték körbe a temetőt, hanem az élők és holtak világa között közötti árkádsor maradt. Bollé idővel maga is változtatott tervein, de nem tért el az alapkoncepciótól. Minden árkád és pavilon pontosan Bollé tervei szerint épült, és még a halála után is épültek. A Mirogoj sírkertkomplexum Zágráb tizenkilencedik századi építészetének legnagyobb és legértékesebb műemléke. Stílusosan, teljesen kora szellemében létrehozott késői historizmus emlékműve. Mintaként az olasz reneszánsz temetők szolgáltak. A reneszánsz - vagy neoreneszánsz - stílusválasztás bevett gyakorlat a temetőknél, mert a reneszánsz letisztultsága és tisztasága rendkívül alkalmas a sírépítészetre. A reneszánszra való támaszkodás látható az építészeti tervezésben, de az anyagok kiválasztásában és felhasználásában is. A fő anyag a tégla, az alapok, párkányok és néhány építészeti elem azonban kőből készült. Minden kupola rézlemezzel van borítva. Fontos hangsúlyozni, hogy Bollé nagyon korszerű és teljesen új konstrukciókhoz – acélhoz és vasbetonhoz – nyúlt.

### Az árkádsor

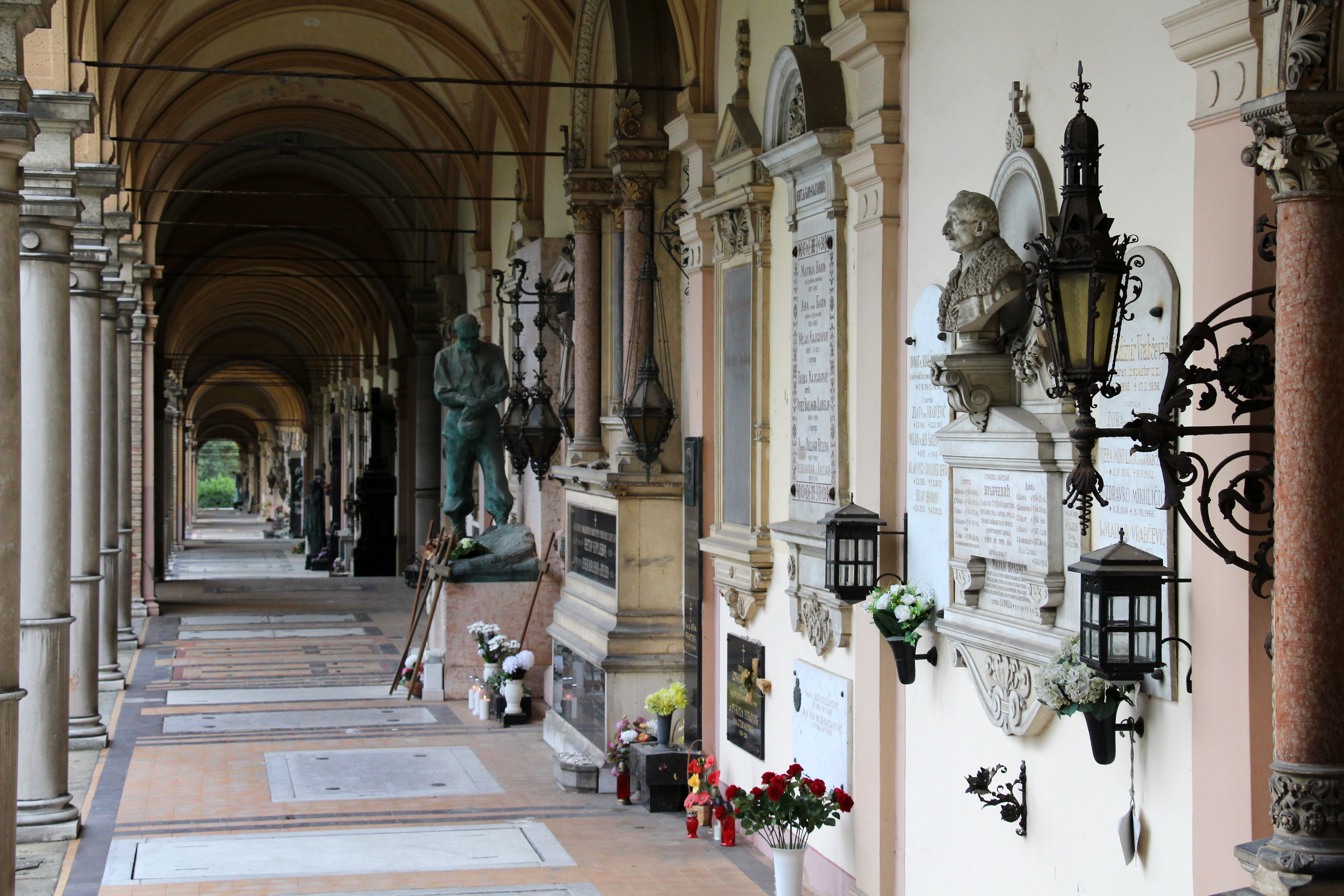
Az árkádsor részlete

Az árkádok építése mindössze három évvel a Mirogoj megnyitása után - 1879-ben - kezdődött, és harmincnyolc évig, 1917-ig tartott. Árkádok csak a nyugati oldalon épültek – a főbejárattól délre nyolc, a bejárattól északra négy pavilont építettek. A negyedik pavilon után átjárót építettek, majd kelet felé kanyarodó, hat pavilonból álló kis árkádsorokat alakítottak ki. Az árkádok az olasz reneszánsz temetők mintájára épültek. A pavilonokkal együtt csak a holtak városa, a temető felé tájolódnak és nyílnak, míg az élők városa felé zártak, és kupola kiemelésekkel tagolt, sekély, osztott falat formáznak. Így jött létre egy erős és lenyűgöző kontraszt: a külső zártság, szinte taszítás és egy erőd benyomása - ellentétben a belső tér világos légiességével, amely sétálni és körülnézni hív. A nagy árkádok pavilonjait négyzet alaprajzú központi épületeiként képzelték el, kupolával a tetejükön. Az árkádok oszlopokból és archivoltokból állnak, és sekély keresztboltozatokkal vannak befedve. A temető belső homlokzata párkányzatban végződik, amely felett korlát található, míg a külső homlokzat megfelelő pilaszterekkel, párkányzattal és korláttal van megoldva. A terep lejtése szükségessé teszi az árkádok fokozatos délről észak felé történő emelkedését, amit az árkádok és a pavilonok közötti átmeneteket lépcsőkkel oldottak meg. A kisebb, olcsóbb és kevésbé reprezentatív árkádok tervrajzait a városi tanács 1896-ban kérte Bollétől, melyeket Bollé 1899 és 1910 között készített el. A kis árkádok pavilonjait rézlemez borítással ellátott, sekély kupolás boltozatok támasztják alá (kupoladob nélkül). A kis árkádok archivoltokból és kettős oszlopokból, és sekély kupolás boltozatú boltívekből állnak, és párkányzattal végződnek. Az árkádok sokszínű kőlapokkal vannak kirakva, a falakon és a boltozatokon egyszerű dekoratív festés emeli ki az építészeti plasztik elemeit, mindezt földszínekben. Bollé Mirogoian konstrukciója már korán komoly próbát éltek át 1880-ban, amikor Zágrábot erős földrengés sújtotta, amely több mint 1700 épületet megrongált, azonban az árkádok a legkisebb károkat sem szenvedték el. Ez újabb bizonyítéka volt a Bollé tervei minőségének.

### A ravatalozó

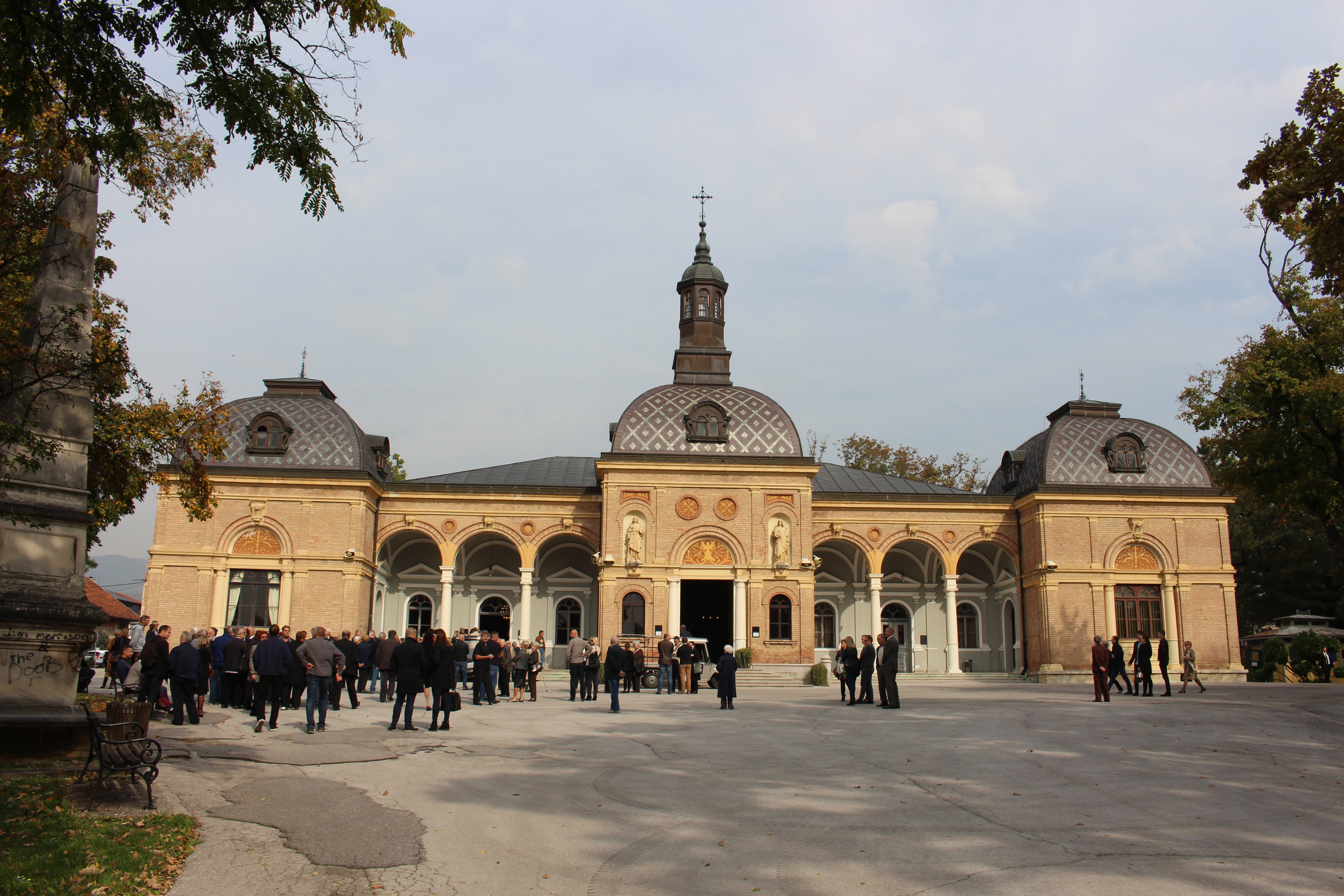
A ravatalozó

1884-ben a városi hatóságok úgy döntöttek, hogy halottasházat építenek. Ugyanebben az évben készítette el Bollé a terveket, az építkezés 1886-ban fejeződött be. A ravatalozó a temető főbejáratától északnyugatra, az árkádokon kívül, az erdő egyik külön ligetében található. Bollé az árkádokkal összhangban formált önálló objektumnak tervezte. A nyugalmat és feltűnés nélküli méltóságot sugárzó ravatalozó épületének építészeti megjelenése valamivel egyszerűbb és szerényebb, mint az árkádok és a templom. A belső tér és a tornácok szürke tónusai nem eredetiek, későbbi (nem megfelelő) beavatkozással jöttek létre. Az eredeti tónus jobban illett a téglához, a színek melegek, „földesek”, a mennyezet pedig figurálisan festett – amit a kilencvenes években a rekonstrukció során ismét visszaállítottak.

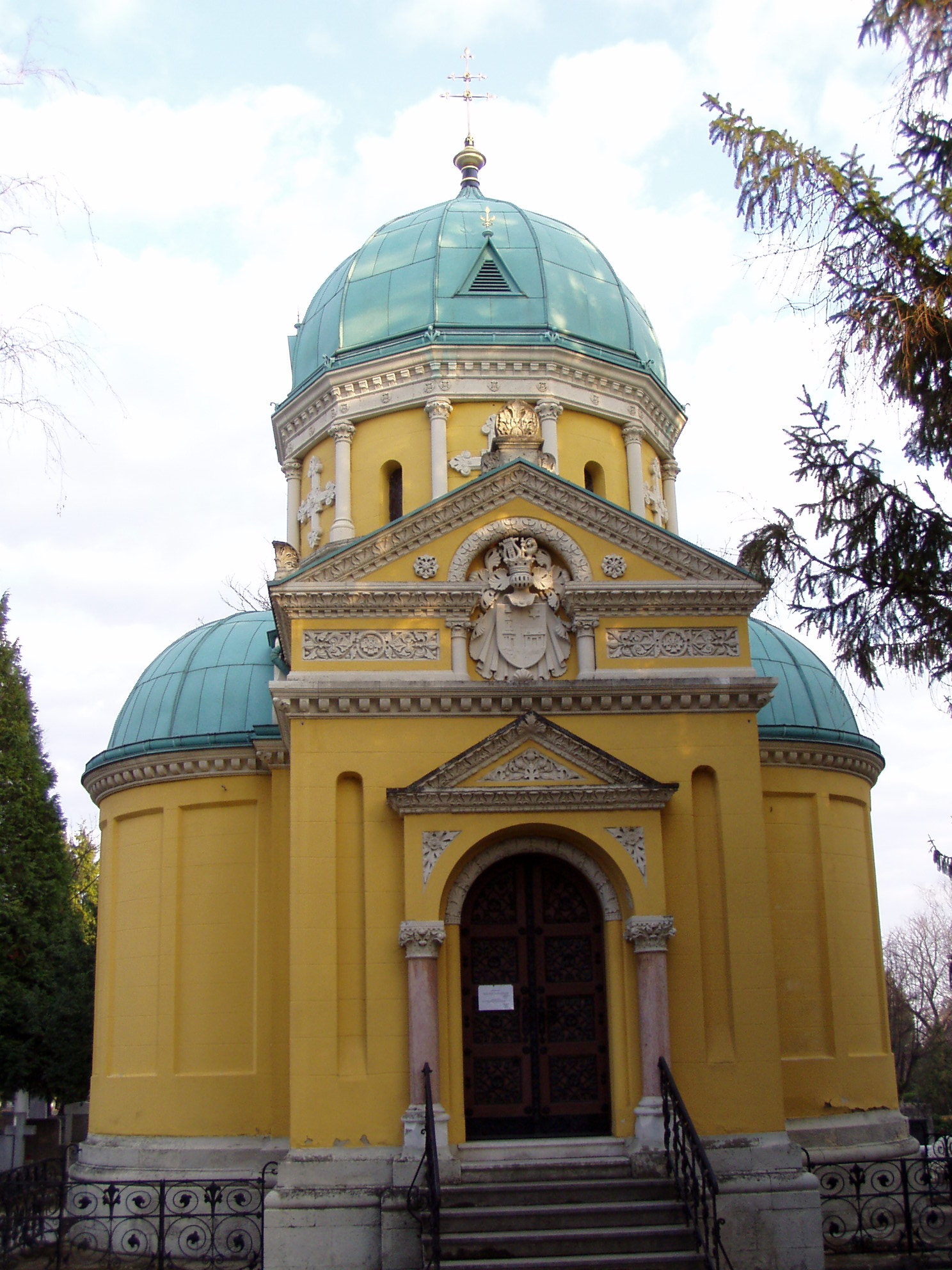
A Szent Péter és Pál kápolna

 Funkcionális értelemben a ravatalozó koncepciója rendkívül modern volt, stílusjegyei pedig egybeesnek Bollé neo stílusú építészetének a Mirogoj más épületeiben fellelhető értelmezésével. A stílus még mindig neoreneszánsz, az építészeti plasztikák és a Rohbau konstrukció megismétli az árkádok kialakítását, de a fő különbség a tetőfedés, mely a historikus polikróm cserepekben nyilvánul meg.

### A Szent Péter és Pál pravoszláv kápolna
A kápolna a Mirogoj bejáratától délkeletre, a negyedik pavilon tengelyében az árkádtól egy mezővel távolabb található. Az ortodox kápolna 1891-ben épült Bollé terve alapján. Az épület központi alaprajzú, kisméretű, de mégis monumentális. Stílusában a kápolna a Bollé-féle eklektika tipikus alkotása – nevezhetjük neobizánci („ortodox”) stílusnak, amely a kupola hangsúlyos központiságában és dominanciájában nyilvánul meg. Ez azonban Bollé szabad értelmezése, nem pedig tiszta neobizánci stílus. A kápolna berendezését a Kézműves Iskola készítette - az ikonosztázt Robert Auer festette, a kőmunkákat Ignjat Franz végezte.

### A Krisztus király kápolna

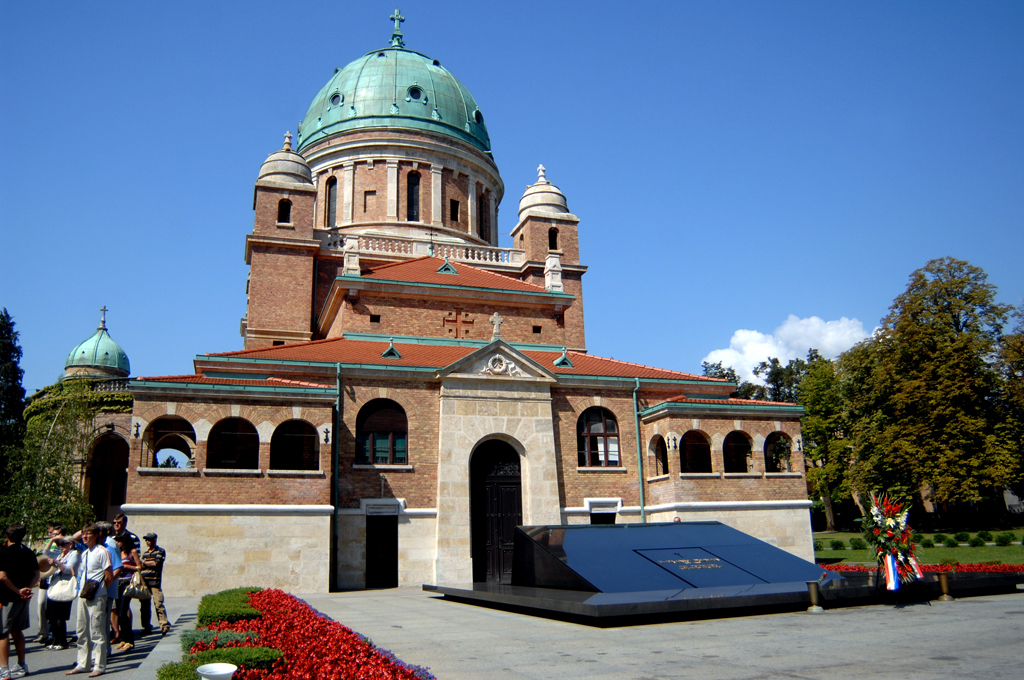
A Krisztus király kápolna, előtte Franjo Tuđman elnök fekete márvány sírja

A Krisztus király kápolna utoljára épült Mirogoj nagyobb épületeinek sorában. A városi hatóságok csak 1906-ban kérték fel Bollét a központi kápolna tervére. Bollé először azt képzelte, hogy a kápolna az első két pavilon között, a bejáratnál lesz. A terveket 1913-ban fogadták el, de a kápolna helyének megváltozásával, így Bollénak a terveit patkó alakú árkádokkal kellett kiegészíteni, amelyek majd összekötik a kápolnát a meglévő árkádokkal, így alkotnak egy építészeti egészet, a kápolna előtt pedig belső teret alakított ki. A pénzhiány, a monarchia válsághelyzete és az első világháború miatt a kápolna építése csak 1927-ben kezdődött, de továbbra is az akkor már halott Bollé tervei szerint zajlott. A kápolnát 1929-ben fejezte be Rauscher építőmester. A templom alagsorában egy kripta található sírokkal, a templom fő szintje pedig mintegy két méterrel magasabb lett a környező talajszintnél. A kápolna központi alaprajzú, előtornáccsal és nagy apszissal, melyhez a keleti oldalon - azaz a temető felé - kapcsolódik a sekrestye és a kisegítő helyiségek. A kápolna középső része boltíves, magas kupoladobbal és medálos kupolával. A négy sarokban csigalépcsők találhatók, melyeket saroktamburok és kupolák zárnak le. A homlokzat karzat alakú, négy oszloppal, amelyek egy architrávot és egy timpanont tartanak. A Krisztus király kápolna megépítésével, mint végső fő objektummal, Bollé nagyvárosi temetőjének építészeti elképzelése teljesült. A kápolna uralja az egész Mirogoj terét kívül és belül egyaránt.

## Nevezetes sírok
| - Vladimir Bakarić - Anto Baković - Zlatko Baloković - Gjuro Basariček - Nijaz Batlak - Vladimir Becić - Ena Begović - Aleksa Benigar - Mersad Berber - Salamon Berger - Mirko Bogović - Hermann Bollé - Ivana Brlić-Mažuranić - Bruno Bušić - Mustafa Ćatović - Krešimir Ćosić - Arsen Dedić - Dimitrije Demetar - Janko Drašković - Rajko Dujmić - Robert Frangeš-Mihanović - Ljudevit Gaj - Branko Gavella - Siniša Glavašević | - Ivan Granđa - Janko Gredelj - Hanaman Ferenc - Pavao Hatz - Oskar Herman - Većeslav Holjevac - Rade Končar - Dragutin Gorjanović Kramberger - Josip Kraš - Miroslav Krleža - Fran Kurelac - Matko Laginja - Ivana Lang - Vatroslav Lisinski - Matija Ljubek - Vladimir Maček - Nikola Mašić - Ivan Mažuranić - Osman Muftić - Edo Murtić - Vladimir Nazor - Đorđe Novković - Rudolf Perešin - Dražen Petrović | - Petar Preradović - Franjo Rački - Pavle Radić - Stjepan Radić - Aki Rahimovski - Ivan Ribar - Đuro Salaj - Ivan Kukuljević Sakcinski - Lavoslav Schwarz - Dragutin Seljan - August Šenoa - Božidar Širola - Danica Širola - Stjepan Širola - Antun Branko Šimić - Bogoslav Šulek - Gojko Šušak - Ivo Tijardović - Ivan Trnski - Franjo Tuđman - Stanko Vraz - Bernard Vukas - Marija Jurić Zagorka - Ilija Živković – Čokić |

## Művészeti emlékek
A Mirogoj temetőben a következő művészek értékes alkotásai találhatók:
- Antun Augustinčić
- Slavomir Drinković
- Dušan Džamonja
- Robert Frangeš-Mihanović
- Đuro Kavurić
- Ivan Meštrović
- Edo Murtić
- Vanja Radauš
- Ivan Rendić
- Toma Rosandić
- Juraj Škarpa

## Fordítás
- Ez a szócikk részben vagy egészben  a   Mirogoj című horvát Wikipédia-szócikk ezen változatának fordításán alapul.  Az eredeti cikk szerkesztőit annak laptörténete sorolja fel. Ez a jelzés csupán a megfogalmazás eredetét és a szerzői jogokat jelzi, nem szolgál a cikkben szereplő információk forrásmegjelöléseként.